# Acacia cochlocarpa
Acacia cochlocarpa är en ärtväxtart som beskrevs av Meissner. Acacia cochlocarpa ingår i släktet akacior, och familjen ärtväxter.

## Underarter
Arten delas in i följande underarter:
- A. c. cochlocarpa
- A. c. velutinosa